# Pieter de Noord
Pieter de Noord (Ten Boer, 4 mei 1918 – Beilen, 24 juni 1999) was een Nederlands politicus van de CHU en later het CDA.
Hij was hoofdcommies A bij het departement van Binnenlandse Zaken voor hij in oktober 1960 benoemd werd tot burgemeester van Smilde. Vanaf 1966 was hij daarnaast lid van de Provinciale Staten van Drenthe. In mei 1977 kreeg De Noord als burgemeester te maken met de gijzeling van een lagere school in Bovensmilde door Zuid-Molukse jongeren. In november van dat jaar volgde zijn benoeming tot burgemeester van Beilen. Bij de Provinciale Statenverkiezingen van 1978 werd hij net als zijn schoonzoon, de PvdA'er B.H.J.M. Reerink, verkozen. Omdat verwanten niet samen in de Provinciale Staten zitting mogen hebben, werd geloot waarbij De Noord zijn plek moest opgeven en Frits Brink diens plek innam. De Noord zou tot zijn pensionering in 1983 burgemeester van Beilen blijven.
Hij overleed in de zomer van 1999 op 81-jarige leeftijd.